# Maybach 57 / 62
Maybach 57 и Maybach 62 — седаны и лимузины представительского класса, выпускавшиеся компанией Maybach Manufactur с 2002 по 2012 год. Изготавливались в Зиндельфингене. Код кузова для моделей со стандартной колёсной базой — W240, для моделей с удлинённой — V240. Отличаются не только длиной, но и оснащением салона. Например, только Maybach 62 была доступна панорамная крыша, задние сиденья с подставкой для ног и перегородка в салоне.
Осенью 2010 года на выставке Auto China 2010 была представлена обновлённая версия. Мощность автомобилей 57S, 62S и Landaulet была увеличена до 630 лошадиных сил, появились новые колёсные диски, цвета кузова и салона, опции. Также наблюдаются незначительные улучшения в экономии топлива. Кроме того, модели получили новый передний бампер, светодиодные фары, новую решётку радиатора и прочее.
Семейство W240 было снято с производства из-за крайне низких продаж. Автомобили Maybach не выдержали конкуренцию с «британцами» Bentley и Rolls-Royce.

### Maybach 57S
На 75-м Международном Женевском автосалоне, проходившем в марте 2005 года, был представлен «заряженный» представительский седан Maybach 57S. Он отличается от обычного 57-го «агрессивной» решёткой радиатора, хромированными патрубками выхлопной системы, выведенными под задний бампер, слегка заниженной подвеской, затемнённой задней оптикой, шильдиками “57 S”, тонированными стёклами, 20-дюймовыми колёсными дисками. В отделке салона стал доступен карбон. Двигатель форсирован до 612 л.с., а его объём увеличен до 6,0 л. Кроме того, возросла максимальная скорость (до 275 км/ч). Базовая стоимость Maybach 57S оценивалась в 417 600 евро. Поставки начались с осени 2005 года.

### Maybach 62S
В 2006 году были представлены седаны и лимузины Maybach 62S. Они получили решётку радиатора, колёса, спортивную выхлопную систему, более мощный двигатель и пр. от модели 57S, но максимальная скорость осталась на отметке 250 км/ч.
Maybach Guard — бронированный автомобиль, созданный на основе Maybach 62. Выпускался с 2009 по 2012 год.

### Maybach Zeppelin
В 2009 году была выпущена специальная ограниченная серия Maybach Zeppelin, состоящая из 100 экземпляров. Автомобиль был доступен со стандартной базой (W240) и удлинённой (V240). Zeppelin создан на основе моделей 57S и 62S, но отличается от них раздвоенными патрубками выхлопной системы, логотипами “Zeppelin” на кузове и в интерьере, ромбовидной прострочкой сидений и ароматизатором в салоне. Модификация имеет рекордную в семействе мощность — 640 л.с. При цене от 560 000 евро, это были самые дорогие седаны и лимузины в мире.

### Maybach Landaulet
Автомобиль с кузовом ландо (Ландоле́ — от фр. landaulette) был представлен на автосалоне в Дубае в 2007 году в качестве концепт-кара. Выпускался по индивидуальным заказам с 2009 по 2012 год. Landaulet отличается от базового Maybach 62S мягким складным верхом над задней частью салона, особыми шильдиками и необычными опциями, такими как передняя и задняя части салона разных цветов и отделка интерьера камнем (гранит).